# Tjauti
Tjauti foi um oficial do Antigo Egito que viveu no fim da VIII dinastia egípcia (2181–2125 a.C.), ca. 2 150 a.C.. É conhecido através de algumas fontes que fornecem evidências de que foi figura relevante no nomo de Herui (cercanias de Copto), no Alto Egito, mas pelo caráter fragmentado delas sua história é pouco conhecida. Os objetos mais importantes com o nome seu nome são os fragmentos de uma porta falsa achada próximo de Cozam, onde aparece como supervisor do Alto Egito, que era um dos títulos mais importantes do Reino Antigo. Também é referido como aquele que enche o coração do faraó, demonstrando sua íntima conexão com a corte.
Uma pessoa chamada Tjautiquer (Tjauti-iqer) também aparece em várias inscrições no Uádi Hamamate ligada ao transporte de pedras e é possível que seja apenas uma variação de seu nome. As inscrições também citam o o pai de deus Idi, que era filho do vizir Xemai, que viveu no fim da VIII dinastia e ajuda a datar Tjauti. Outra inscrição, encontrada num rochedo hoje chamado Gebel Tjauti em sua homenagem, mas muito danificada, deu origem a algumas especulações, pois menciona a abertura de uma estrada e lutas. Perto de sua inscrição foi achada outra com o nome do faraó Intefe I (2125–2112 a.C.) e um assalto de soldados.